# Danmarksturneringen i floorball
Danmarksturneringen i floorball er en turnering for hold i floorball arrangeret af Floorball Danmark.
Turneringsstrukturen for seniorer består af tre niveauer for damer og seks niveauer for herrer. Dertil kommer en række ungdomsårgange.